# Monterozzi i Banditaccia
Monterozzi i Banditaccia su dvije velike etruščanske nekropole, primjer pogrebnih običaja od 9. do 1. st. pr. Kr. i direktni svjedok vrhunca etruščanske kulture kao najranije urbane civilizacije sjevernog Sredozemlja koja je prethodila rimskoj. 
Ove nekropole u Tarkviniji i Cerveteriju su remek-djela kreativnosti i genijalnosti Etruščana. Neke su grobnice monumentalne, isklesane iz žive stijene i zatvorene impresivnim tumulima (grobnim humcima). Mnoge imaju isklesane unutarnje zidove, dok druge imaju zidne slike izvanredne kvalitete. Zbog toga su upisani na UNESCO-ov popis mjesta svjetske baštine u Europi 2004. godine.

## Banditaccia
Nekropola u blizini Cerveterija, poznata kao Banditaccia, sastoji se od tisuća grobova koji pokrivaju površinu od 400 ha organiziranih poput gradskog plana, s ulicama, malim trgovima i četvrima. Na lokaciji se nalaze veoma različite grobnice: rovovi isklesani iz stijene, tumuli, i poneke iz stijene isklesane grobnice u obliku nastambe ili kuće sa svim bogatstvom građevinskih detalja. 
Grobnice datiraju od 9. (Vilanovska kultura) do 3. st. pr. Kr (kasno Etrursko razdoblje). Najstarije grobnice su u obliku jame u obliku vrča u koju se spremao pepeo pokojnika. Iz Etrurskog razdoblja su dvije vrste grobnica: tumuli ispod humaka i tzv. "dice" – kvadratne grobnice u dugim nizovima pored “cesta”. Postoje dvije glavne takve ceste: Via dei Monti Ceriti i Via dei Monti della Tolfa (6. st. pr. Kr.).
Tumuli su kružni zemljeni humci ispod kojih su grobnice isklesane u živoj stijeni, a predstavljaju rekonstrukciju kuće pokojnika s hodnikom (dromos), središnjom dvoranom i par soba. Ove grobnice su jedini dokaz etruščanske stambene arhitekture i urbanističkog planiranja drevnih Etruščanskih gradova. Kao takve, one su i najraniji primjer urbanizma u zapadnoj Europi.
Najslavniji tumul je Tomba dei Rilievi (Grobnica reljefa, 3. st. pr. Kr.), koja je prema natpisima sa zidova pripadala čovjeku po imenu Matunas, a bila je ukrašena izvrsnom serijom fresaka, reljefa i skulptura velike serije ondašnjih alatki. 
Najnovije su grobnice iz 3. st. pr. Kr. a imaju izvanjsku oznaku (cippiI, kružnu za muškarce i u obliku male kuće za žene.
Većina nalaza iz Banditaccija se danas nalazi u Državnom etruščanskom muzeju u Rimu i Arheološkom muzeju u Cerveteriju.

## Monterozzi
Nekropola u Tarkviniji (etruščanski: Tarchnal), poznata kao Monterozzi, sastoji se od 6,000 grobova uisklesanih u stijeni, a slavna je po njih 200 koje su potpuno oslikane iznutra. Najstarija oslikana grobnica je iz 7. st. pr. Kr. Tarkvinijske zidne slike velikih dimenzija su iznimne zbog svojih formalnih kvaliteta, ali i zbog svog sadržaja jer prikazuju sva područja života, smrti i religijskih vjerovanja drevnih Etruščana. Jedinstveno svjedočanstvo života ove izgubljene civilizacije.

### Povijest
Tarkvinija je već bila uspješan grad kada je Demarat Korintski doveo grčke obrtnike. Bio je prijestolnicom Saveza dvanaest etrurskih gradova i u najranijoj povijesti Rima spominje se kao dom dvaju kraljeva, Lucija Priska i Lucija Superbusa. Vjeruje se kako iz Tarkvinije potječe većina rimskih vjerskih običaja i ceremonija.
Nakon što su Rimljani svrgli Tarkvinija Oholog, građani Tarkvinije i Veiija su pokušali da ga vrate na tron. Godine 358. pr. Kr. Tarkvinijci su uhvatili i pogubili 307 rimskih vojnika, nakon čega je uslijedio 50-godišnji rat s Rimom koji je završio 40-godišnjim mirom 308. pr. Kr. Rimljani su naposljetku pokorili Tarkviniju, i iako se ne zna točno kada, poznato je da je 181. pr. Kr., njena luka Graviscae (današnja Porto Clementino) već bila rimskom kolonijom. Iz Tarkvinije se izvozilo vino i koralji, ali nije bila osobito važno mjesto u rimsko doba, i polako je zarasla u okolna brda. Spominje se tek 456. godine kao rodno mjesto jednog biskupa.